# 白井ひめ乃
白井 ひめ乃（しらい ひめの、2000年5月25日 - ）は、新潟県出身の女子サッカー選手。ノジマステラ神奈川相模原所属。ポジションはミッドフィールダー。

## 来歴

### ユース
アルビレックス新潟レディースU-15、U-18を経て、2018年12月に翌2019年からトップチーム昇格が内定。
2020年1月に新潟医療福祉大学への期限付き移籍（2021年1月31日まで）が発表された。
2021年2月、新潟医療福祉大学への期限付き移籍が1年延長された。
2022年3月、新潟医療福祉大学への期限付き移籍がさらに1年延長された。同年10月には期限付き移籍中のまま、特別指定選手としてアルビレックス新潟レディースへ登録され、12月には翌2023年2月からアルビレックス新潟レディースへ正式加入することが発表された。

### シニア
2023年2月、アルビレックス新潟レディースに加入。
2025年5月8日、契約満了に伴い新潟を退団。同年6月8日にノジマステラ神奈川相模原へ加入することが発表された。

## 個人成績

### クラブ
| クラブ                       | シーズン | リーグ      | 背番号 | リーグ戦 | リーグ戦 | カップ戦 | カップ戦 | リーグ杯 | リーグ杯 | AFC  | AFC  | 合計 | 合計 |
| クラブ                       | シーズン | リーグ      | 背番号 | 出場     | 得点     | 出場     | 得点     | 出場     | 得点     | 出場 | 得点 | 出場 | 得点 |
| ---------------------------- | -------- | ----------- | ------ | -------- | -------- | -------- | -------- | -------- | -------- | ---- | ---- | ---- | ---- |
| アルビレックス新潟レディース | 2018     | なでしこ1部 | 31     | 16       | 0        | 2        | 0        | 5        | 0        | —    | —    | 23   | 0    |
| アルビレックス新潟レディース | 2019     | なでしこ1部 | 31     | 2        | 0        | 0        | 0        | 3        | 0        | -    | -    | 5    | 0    |
| アルビレックス新潟レディース | 通算     | 通算        | 通算   | 18       | 0        | 2        | 0        | 8        | 0        | 0    | 0    | 28   | 0    |
| 新潟医療福祉大学             | 2020     | チャレンジ  | 15     | 10       | 1        | 1        | 0        | —        | —        | —    | —    | 11   | 1    |
| アルビレックス新潟レディース | 2022-23  | WE          | 31     | 17       | 2        | 0        | 0        | 0        | 0        | —    | —    | 17   | 2    |
| アルビレックス新潟レディース | 2023-24  | WE          | 31     | 20       | 0        | 2        | 0        | 5        | 0        | -    | -    | 27   | 0    |
| アルビレックス新潟レディース | 2024-25  | WE          | 31     | 5        | 0        | 0        | 0        | 1        | 0        | -    | -    | 6    | 0    |
| アルビレックス新潟レディース | 通算     | 通算        | 通算   | 42       | 2        | 2        | 0        | 6        | 0        | 0    | 0    | 50   | 2    |
| ノジマステラ神奈川相模原     | 2025/26  | WE          |        |          |          |          |          |          |          | -    | -    |      |      |
| 通算                         | 日本     | 日本        | 1部    | 60       | 2        | 4        | 0        | 14       | 0        | 0    | 0    | 78   | 2    |
| 通算                         | 日本     | 日本        | 3部    | 10       | 1        | 1        | 0        | 0        | 0        | 0    | 0    | 11   | 1    |
| 総通算                       | 総通算   | 総通算      | 総通算 | 70       | 3        | 5        | 0        | 14       | 0        | 0    | 0    | 89   | 3    |

1. ↑  下部組織登録選手
2. ↑  特別指定選手

- 日本女子サッカーリーグ
  - 初出場 - 2018年4月28日 なでしこリーグ1部 第3節 日テレ・ベレーザ戦 (多摩市立陸上競技場)[12]
  - 初得点 - 2020年10月25日 チャレンジリーグEAST 第7節 静岡SSUアスレジーナ戦 (新発田市五十公野サン・スポーツランドしばた 多目的グラウンド)[12]

- WEリーグ
  - 初出場 - 2022年11月5日 第3節 マイナビ仙台レディース戦 (デンカビッグスワンスタジアム)[13]
  - 初得点 - 2022年11月26日 第4節 ノジマステラ神奈川相模原戦 (デンカビッグスワンスタジアム)[13]